# Eudòxia (muller de Constantí V)
Eudòxia, en grec antic Ευδοκία, fou la tercera esposa de l'emperador Constantí V. Fou coronada i va rebre el títol d'Augusta del seu marit en el 28è any de regnat, és a dir el 769.
Segons les cròniques de Teòfanes el Confessor, Eudòxia era cunyada de Miquel Melissè, estrateg del Tema d'Anatòlia, així que Teodot I Casiteres, patriarca de Constantinoble i fill de la seva germana, era nebot seu.
Constantí V era emperador des de l'any 741. La seva primera esposa, Irene de Khazària va donar a llum l'únic fill conegut, Lleó IV el Khàzar, el 25 de gener del 750. Segurament va morir de part, ja que Constantí es va casar l'any següent amb Maria.
Maria va morir sense fills poc temps després de casar-se. No se sap en quin any Constantí V es va casar amb Eudòxia, però havia de ser entre fimals del 751 i el 769. Segons Teòfanes el Confessor, Constantí la va nomenar Augusta l'1 d'abril del 769. L'any següent, els seus dos fills grans van ser nomenats cèsars, i el tercer va prendre el títol de nobilissimus. Aquestes cerimònies es devien celebrar temps després del seu matrimoni.
Teòfanes també diu que un tercer matrimoni de l'emperador era una cosa inusual. Quan l'emperador Lleó VI el Filòsof es va casar amb la seva tercera esposa, Eudòxia Baiana, l'any 900, aquesta tercera unió va ser considerada il·legal segons el dret romà i contrari a les pràctiques de l'Església Ortodoxa Oriental en aquella època, que només consentia dos matrimonis. Això va passar també amb el matrimoni d'Eudòxia i Constantí.
Constantí era defensor de la iconoclàstia, i va atacar les fortaleses i els monestirs on hi havia defensors de l'Iconodulia. Les fonts ortodoxes mencionen Eudòxia com a generosa benefactora del monestir de Santa Antusa de Mantenion, i una filla seva portava el nom d'Antusa. Segurament això implica que Eudòxia no compartia la ideologia del seu marit. Constantí va morir el setembre del 775, quan portava a terme una campanya contra Telerig de Bulgària. No se sap si Eudòxia el va sobreviure.

## Fills
Eudòxia i Constantí V van tenir sis fills coneguts:
- Nicèfor, nomenat cèsar l'any 769. Teòfanes el Confessor diu que va organitzar diversos complots contra els emperadors: el primer pel maig del 776, contra el seu germanastre Lleó IV el Khàzar, que el va condemnar a l'exili després de fer-lo flagel·lar. Més tard, al setembre del 780 ho va tornar a intentar contra la seva cunyada, l'emperadriu regent Irene d'Atenes, que el va obligar a ingressar en un monestir. En tercer lloc, contra el seu nebot Constantí VI l'agost del 792, que el va cegar i el va confinar a una residència imperial. I encara ho va intentar una quarta vegada per l'octubre del 797, novament contra Irene, ara una usurpadora del tron, que el va exiliar a Atenes. Finalment es va enfrontar a Miquel I Rangabé el 812, i va ser exiliat vora el Mar de Màrmara, en un lloc anomenat Aufosia.
- Cristòfol, nomenat cèsar també el 769. Teòfanes diu que va donar suport al seu germà en algunes de les conjures. El van exiliar a un monestir l'any 780. Li van tallar la llengua l'any 792 i el 799 el van deixar cec.
- Nicetes, probablement el tercer fill. Va ser nomenat nobilissimus el 769. Va donar suport als seus germans en els complots. Va ser exiliat a un monestir el 780, li van tallar la llengua el 792 i el van deixar cec el 799.
- Antimos, probablement el seu quart fill. Nomenat nobilissimus pel seu germanastre Lleó IV el Khàzar, el 775, també va patir exili l'any 780, se li va tallar la llengua el 792 i se'l va cegar el 799.
- Eudoxi, el cinquè fill conegut d'Eudòxia i Constantí. Va ser nomenat nobilissimus pel seu germanastre Lleó IV el Khàzar el 775, i va córrer la mateixa sort que els seus germans, exili, amputació de la llengua i ceguera.
- Antusa, que va ser santa, es va retirar a un convent on es va fer monja. Va rebutjar l'oferta de compartir la regència amb Irene durant la minoria d'edat de Constantí VI.[1]